# Schaapje (melkzwam)
Het schaapje (Lactarius vellereus) is een paddenstoel uit de familie Russulaceae. De soort is ectomycorrhiza vormend met loofbomen, vooral eiken (Quercus) in loof- en gemengde bossen, wegbermen en lanen op matig vochtige, voedselarme tot voedselrijke zand-, leem- en kleibodem.

## Kenmerken

### Uiterlijke kenmerken
Hoed
De hoed is trechtervormig en heeft een diameter van 10 tot 30 cm. Een jonge hoed is voorzien van een ingerolde rand.
Lamellen
De lamellen zij broos, aflopend, bleek en de kleur is oker tot crème.
Steel
De steel is 4 tot 8 cm hoog en 2 tot 4 cm dik. Zij is stevig en fijn fluwelig. De steel bevindt zich centraal of iets excentrisch op de hoed. Het is meestal cilindrisch van vorm. De kleur is witachtig of licht citroengeel. Bij kneuzen wordt het licht okergeel fuchsia. De consistentie is hard en vlezig. Aan de basis bevindt zich witachtig grijs mycelium, waarin stukjes humus zijn samengeklonterd.
Smaak
De paddenstoel heeft een milde smaak.
Sporenprint
De sporenprint is wit.

### Microscopische kenmerken
De sporen zijn witachtig en rond tot breed ellipsoïde van vorm en meten 7,5-9,5 × 6,5-8,5 µm. In het Melzers reagens zijn fijne ornamenten te zien. Het oppervlak is bedekt met kleine wratjes, gedeeltelijk verbonden door fijne lijntjes. . Basidia, maat 48–56 × 7–8 μm. De cystidia zijn meestal spoelvormig of bolvormig en afgerond aan de punt. Ze zijn overvloedig aanwezig op de lamelvlakken en lamelsnedes. Aan de bovenzijde van de hoed bevinden zich dikwandige haren met een diameter van 2,5–5,5 μm.

## Verspreiding

Europees verspreidingsgebied

Het schaapje komt voor in het Holarctisch gebied, waar hij te vinden is in Noord-Amerika, Europa, Noord-Afrika en op de Canarische Eilanden, en Noord-Azië. In Europa strekt het verspreidingsgebied gebied zich uit van de Hebriden en Groot-Brittannië en Frankrijk in het westen over heel Midden-Europa tot Noord-Europa en Hongarije in het oosten en Servië en Italië in het zuiden.